# Apanteles subrugosus
Apanteles subrugosus är en stekelart som beskrevs av Granger 1949. Apanteles subrugosus ingår i släktet Apanteles och familjen bracksteklar. Inga underarter finns listade i Catalogue of Life.